# 戈爾巴
戈爾巴（Korba）是印度的城市，由恰蒂斯加爾邦負責管轄，位於該國東部，距離首府賴布爾約200公里，海拔高度252米，每年平均降雨量1,287毫米，2011年人口365,073。